# Коріна Перковіч
Коріна Перковіч (нім. Korina Perkovic; нар. 14 квітня 1987) — колишня німецька тенісистка.
Найвищу одиночну позицію світового рейтингу — 339 місце досягла 2 квітня 2007, парну — 299 місце — 28 квітня 2008 року.
Здобула 3 одиночні та 7 парних титулів туру ITF.

## Фінали ITF

### Одиночний розряд: 7 (3–4)
| Легенда          |
| ---------------- |
| турніри $100,000 |
| турніри $75,000  |
| турніри $50,000  |
| турніри $25,000  |
| турніри $10,000  |

| Фінали за покриттям |
| ------------------- |
| Тверде (0–1)        |
| Ґрунт (2–3)         |
| Трава (0–0)         |
| Килим (1–0)         |

| Результат | Ранг | Дата           | Турнір                    | Покриття   | Суперниця          | Рахунок       |
| --------- | ---- | -------------- | ------------------------- | ---------- | ------------------ | ------------- |
| Поразка   | 1.   | 11 липня 2005  | ITF Гархінг, Німеччина    | Ґрунт      | Йосипа Бек         | 7–5, 1–6, 1–6 |
| Перемога  | 1.   | 30 червня 2008 | ITF Кремона, Італія       | Ґрунт      | Орелі Веді         | 6–1, 6–4      |
| Перемога  | 2.   | 2 березня 2009 | ITF Бухен, Німеччина      | Килим (i)  | Роміна Опранді     | 6–3, 7–6(7–0) |
| Перемога  | 3.   | 24 серпня 2009 | ITF Брауншвейг, Німеччина | Ґрунт      | Матея Межак        | 2–6, 6–3, 6–2 |
| Поразка   | 2.   | 16 серпня 2010 | ITF Вальштедт, Німеччина  | Ґрунт      | Барбара Собашкевич | 0–6, 6–7(6–8) |
| Поразка   | 3.   | 14 лютого 2011 | ITF Ляймен, Німеччина     | Тверде (i) | Джоя Барб'єрі      | 4–6, 2–6      |
| Поразка   | 4.   | 27 червня 2011 | ITF Штутгарт, Німеччина   | Ґрунт      | Тімеа Бабош        | 6–1, 2–6, 3–6 |

### Парний розряд: 11 (7–4)
| Легенда          |
| ---------------- |
| турніри $100,000 |
| турніри $75,000  |
| турніри $50,000  |
| турніри $25,000  |
| турніри $10,000  |

| Фінали за покриттям |
| ------------------- |
| Тверде (2–1)        |
| Ґрунт (4–3)         |
| Трава (0–0)         |
| Килим (1–0)         |

| Результат | Ранг | Дата           | Турнір                          | Покриття   | Партнерка        | Суперниці                              | Рахунок               |
| --------- | ---- | -------------- | ------------------------------- | ---------- | ---------------- | -------------------------------------- | --------------------- |
| Перемога  | 1.   | 17 січня 2005  | ITF Обергахінг, Німеччина       | Килим (i)  | Крістіна Барруа  | Луціє Градецька Зузана Залабська       | 6–3, 5–7, 7–6(8–6)    |
| Поразка   | 1.   | 28 лютого 2005 | ITF Бухен, Німеччина            | Тверде (i) | Андреа Петкович  | Мервана Югич-Салкич Дарія Юрак         | 2–6, 2–6              |
| Перемога  | 2.   | 25 квітня 2005 | ITF Цавтат, Хорватія            | Ґрунт      | Івана Лісяк      | Мета Севшек Ана Скафар                 | 6–4, 7–6(7–2)         |
| Перемога  | 3.   | 22 серпня 2005 | ITF Білефельд, Німеччина        | Ґрунт      | Крістіна Барруа  | Юстіна Озга Андреа Зівеке              | 7–6(7–1), 6–3         |
| Перемога  | 4.   | 6 березня 2006 | ITF Сандерленд, Велика Британія | Тверде (i) | Кармен Клашка    | Надя Рома Пія Суомалайнен              | 6–2, 6–3              |
| Поразка   | 2.   | 4 вересня 2006 | ITF Дюссельдорф, Німеччина      | Ґрунт      | Ліза Штайнбах    | Франціска Ецель Лаура Цельдер          | 1–6, 7–6(9–7), 2–6    |
| Перемога  | 5.   | 7 травня 2007  | ITF Анталія, Туреччина          | Тверде     | Іпек Шенолу      | Анна Сміт Роксане Вайзенберг           | 7–6(7–1), 6–4         |
| Перемога  | 6.   | 14 травня 2007 | ITF Анталія, Туреччина          | Ґрунт      | Іпек Шенолу      | Анна Фіцпатрік Ана Веселинович         | 1–6, 6–1, 6–4         |
| Перемога  | 7.   | 13 липня 2009  | ITF Дармштадт, Німеччина        | Ґрунт      | Валентіна Штефан | Анастасія Меглінська Міхаела Паштікова | 7–5, 6–4              |
| Поразка   | 3.   | 19 липня 2010  | ITF Горб, Німеччина             | Ґрунт      | Анна Цая         | Сімона Добра Луціє Кріґсманнова        | 6–4, 6–7(5–7), [8–10] |
| Поразка   | 4.   | 1 серпня 2011  | ITF Гехінген, Німеччина         | Ґрунт      | Лаура Зігемунд   | Сандра Клеменшиц Татьяна Марія         | 6–4, 2–6, [7–10]      |